# Энергетический пуск
Энергетический пуск — этап запуска ядерного реактора, при котором уровень производства энергии приходит в соответствие с номинальной мощностью, а также происходят проверки разных режимов работы. Примеры таких проверок:
- Определение теплового баланса атомной станции;
- Настройка циркуляции и охлаждения ядерного реактора;
- Проверка систем безопасности.

Энергетическому пуску предшествует физический пуск — достижение реактором критического состояния и проверка работоспособности на малом уровне (в 104−107 раз меньше проектной мощности), на котором возможно естественное отведение тепла за счёт рассеивания.
По причинам, связанным с техникой безопасности, энергетический пуск делится на несколько шагов: от запуска на 1-10 % номинальной мощности в начале до запуска на 50-100 % номинальной мощности на конечном этапе. Энергетический пуск включает в себя перевод ядерного реактора в надкритическое состояние, увеличение мощности до уровня, при котором может быть запущена турбина, а затем и до номинального уровня, и возврат к критическому состоянию.